# Michel Brusselmans
Michel Brusselmans (Parijs, 12 februari 1886 - Brussel, 20 september 1960) was een Belgisch componist.

## Levensloop
Michel Brusselmans werd geboren in een Belgische familie uit de Brusselse Marollen die zich tijdelijk in Parijs had gevestigd en was de jongere broer van de schilder Jean Brusselmans. Het gezin keerde in 1894 terug naar de Belgische hoofdstad. Michel Brusselmans studeerde aan het Koninklijk Conservatorium van Brussel bij Gustave Huberti en Edgar Tinel en vervolledigde zijn studies bij Vincent d’Indy aan de Schola Cantorum van Parijs en uiteindelijk weer in Brussel bij Paul Gilson. In 1911 won hij de Prix de Rome en drie jaar later werd hem de Agniez-prijs toegekend voor zijn symfonisch gedicht Helena van Sparta. Hij doelde erop om een carrière uit te bouwen als orkestviolist en dirigent, maar deze droom moest hij opgeven vanwege oogproblemen.
In 1921 trok Brusselmans naar Parijs waar hij kluste voor de muziekuitgever Édouard Salabert. Die zag al snel het talent van Brusselmans en vroeg hem muziek voor stomme films te schrijven. Het was massaproductie, die nog eens anoniem geschiedde. In totaal zou Michel Brusselmans zo'n zevenhonderd werken voor stomme films schrijven, variërend van heel korte geluidsfragmenten tot grotere partituren. Salabert gebruikte de stukken voor verschillende films. Het bekendste stuk in dit genre werd geschreven voor The Mummy uit 1932. Brusselmans hield aan deze opdracht een grote orkestrale vaardigheid over, die hem later van pas kwam in composities als Bruits d'usine, Bruits d'avions en The railway. Bovendien leverden de opdrachten van Salabert hem een vast inkomen op, dat hem in staat stelde een huis in de Provence te kopen. Hier kon hij in alle rust werken aan zijn vaak impressionistisch getinte muziek. Ook liet zij zich inspireren door zijn nieuwe woonomgeving, zoals in de Scènes provençales uit 1931. 
In de jaren dertig ontstonden onder meer zijn Symfonie no. 2, het oratorium Jésus en een concert voor orgel en orkest.
De Tweede Wereldoorlog dwong de componist om terug te keren naar Brussel, waar hij aan de slag ging als arrangeur bij Sender Brüssel, de omroep van de Duitse bezetter. Die werkzaamheden leidden na de oorlog tot een controverse rond de componist en zijn eventuele collaboratie met de Duitsers. Na de oorlog keerde hij terug naar Frankrijk waar hij vrij snel weer een plaats in het muziekleven kreeg. De dirigent Manuel Rosenthal zette zich in voor een uitvoering van Brusselmans' tweede symfonie, waarmee hij de componist weer op de kaart zette. 
Brusselmans verruilde zijn huis in de Provence voor een in Spanje. Hij vestigde zich in Alicante. Hier werkte hij aan onder meer zijn Symfonie no. 3 en Psalm 57.
Na zijn overlijden werd Brusselmans, ondanks zijn langdurig verblijf in Frankrijk en Spanje geroemd als een vooral Vlaamse componist.
Michel Brusselmans componeerde orkestmuziek, kamermuziek, liederen, koormuziek, toneelmuziek, radiowerk en filmmuziek. Zijn oeuvre is impressionistisch van aard en veelal programmatisch.